# Estnische Badmintonmeisterschaft 1990
Die Estnische Badmintonmeisterschaft 1990 fand im April 1990 in Tartu statt. Es war die 26. Austragung der Titelkämpfe.

## Medaillengewinner
| Disziplin    | Gold                                         | Silber                                        | Bronze                                        |
| ------------ | -------------------------------------------- | --------------------------------------------- | --------------------------------------------- |
| Herreneinzel | Ain Matvere, Tartu                           | Peeter Munitsõn, Tartu                        | Kalle Kaljurand, Tallinn                      |
| Dameneinzel  | Anneli Lambing, Tartu                        | Maili Karindi, Tartu                          | Terje Lall, Tartu                             |
| Herrendoppel | Ain Matvere Kalle Kaljurand, Tartu / Tallinn | Peeter Munitsõn Peeter Sepma, Tartu / Tallinn | Einar Veede Mart Engelbrecht, Tartu / Tallinn |
| Damendoppel  | Anneli Lambing Maili Karindi, Tartu          | Terje Lall Ebe Siliksaar, Tartu               | Marina Kaljurand Piret Kärt, Tallinn          |
| Mixed        | Ain Matvere Anneli Lambing, Tartu            | Kalle Kaljurand Marina Kaljurand, Tallinn     | Peeter Munitsõn Maili Karindi, Tartu          |